# Lista de prefeitos de Araçatuba
Esta lista de prefeitos da cidade de Araçatuba compreende todas as pessoas que tomaram posse definitiva da chefia do executivo municipal em Araçatuba e exerceram o cargo como prefeitos titulares, além de prefeitos eleitos cuja posse foi em algum momento prevista pela legislação vigente. Prefeitos em exercício que substituíram temporariamente o titular não são considerados para a numeração mas estão citados em notas, quando aplicável.
O cargo de prefeito foi criado em 11 de abril de 1835, pela assembleia provincial paulista, em reação aos amplos poderes conferidos pelo Código de Processo Criminal de 1832 às câmaras municipais. Seguiram o exemplo paulista seis províncias do nordeste brasileiro (Alagoas, Ceará, Maranhão, Paraíba, Pernambuco e Sergipe).
Sob a vigente ordem constitucional, essa designação é dada ao funcionário público do Poder Executivo municipal, que exerce seu cargo em função de uma legislatura (mandato), sendo para tanto eleito a cada quatro anos, podendo ser reeleito por mais 4 anos (segundo mandato).
Funções
O poder executivo municipal chefia a administração e comanda os serviços públicos, tendo como comandante o prefeito.
A partir da constituição brasileira de 1934, o cargo de prefeito passou a ser o único, em todo o Brasil, ao qual estão atribuídas as funções de chefe do poder executivo do governo local, em simetria aos chefes dos executivos da União e do estado, portanto, em forma monocrática. Este texto quer dizer que deverá haver harmonia e integração de ação entre as esferas envolvidas sem a intervenção de uma na outra, exceto nos casos previstos na Constituição Federal.
Eleições
O prefeito é eleito por sufrágio universal, secreto, direto, em pleito simultâneo em todo o País, realizado a cada quatro anos, no primeiro domingo de outubro.
E trinta dias após tem lugar o segundo turno, se o eleito em primeiro lugar não atingir 50% dos votos válidos mais um voto, no caso de municípios com mais de duzentos mil eleitores.
Conforme a legislação eleitoral atual no Brasil para tornar-se elegível, exige-se uma série de requisitos;
- Possuir nacionalidade brasileira ou portuguesa (neste caso, o cidadão português deve se encontrar amparado pelo Estatuto de Igualdade entre Portugueses e Brasileiros),
- Título de eleitor em dia e estar em gozo pleno do exercício dos direitos políticos,
- Domicilio eleitoral na circunscrição na qual o candidato se apresenta,
- Filiação partidária,
- Ser alfabetizado (tópico invalidado pela atual constituição brasileira de 1988),
- Desincompatibilização de cargo público — Se ocupa um cargo público deve sair seis meses antes das eleições e voltar caso possa só após seis meses ao pleito eleitoral,
- Renúncia de outro mandado até seis meses antes do pleito e não ser parente afim ou consangüíneo, até segundo grau, ou cônjuge de titular de cargo eletivo; pode, entretanto, ser candidato à reeleição (artigo 14 da Constituição),
- Ter idade mínima de 21 anos.

| Nº | Nome                              | Partido                                          | Imagem                | Início do mandato       | Fim do mandato             | Observações                                                     |
| 1  | Joaquim Pompeu de Toledo          | Partido Republicano Paulista PRP                 |                       | 1º de janeiro de 1922   | 20 de janeiro de 1923      | Intendente (1ª vez)                                             |
| 2  | Hermílio de Magalhães Pinto       | Partido Republicano Paulista PRP                 |                       | 20 de janeiro de 1923   | 2 de agosto de 1924        | Intendente                                                      |
| 3  | Gaspar Prado de Souza             | Partido Republicano Paulista PRP                 |                       | 2 de agosto de 1924     | 25 de novembro de 1924     | Intendente                                                      |
| 4  | José Gomes do Amaral              | Partido Republicano Paulista PRP                 |                       | 25 de novembro de 1924  | 31 de julho de 1925        | Intendente (1ª vez)                                             |
| 5  | Telmo Jardim Coelho               | Partido Republicano Paulista PRP                 |                       | 31 de julho de 1925     | 9 de setembro de 1925      | Intendente                                                      |
| 6  | José Gomes do Amaral              | Partido Republicano Paulista PRP                 |                       | 9 de setembro de 1925   | 1º de julho de 1926        | Intendente (2ª vez)                                             |
| 7  | Joaquim Pompeu de Toledo          | Partido Republicano Paulista PRP                 |                       | 1º de julho de 1926     | 22 de abril de 1927        | Intendente (2ª vez)                                             |
| 8  | José Teodoro de Lima              | Partido Republicano Paulista PRP                 |                       | 22 de abril de 1927     | 12 de maio de 1927         | Intendente                                                      |
| 9  | Claudemiro Walsh Costa            | Partido Republicano Paulista PRP                 |                       | 12 de maio de 1927      | 24 de janeiro de 1928      | Intendente (1ª vez)                                             |
| 10 | Álvaro Cerqueira Leite            | Partido Republicano Paulista PRP                 |                       | 24 de janeiro de 1928   | 26 de março de 1928        | Intendente                                                      |
| 11 | Claudemiro Walsh Costa            | Partido Republicano Paulista PRP                 |                       | 26 de março de 1928     | 19 de março de 1930        | Intendente (2ª vez)                                             |
| 12 | Edgar Jardim Bastos               | Partido Republicano Paulista PRP                 |                       | 24 de março de 1930     | 3 de outubro de 1930       | Intendente                                                      |
| 13 | João Arruda Brasil                | Partido Republicano Paulista PRP                 |                       | 3 de outubro de 1930    | 30 de dezembro de 1932     | Prefeito nomeado                                                |
| 14 | Rogaciano Nolasco                 | Partido Republicano Paulista PRP                 |                       | 30 de dezembro de 1932  | 8 de agosto de 1933        | Prefeito nomeado                                                |
| 15 | Joaquim Pompeu de Toledo          | Partido Republicano Paulista PRP                 |                       | 21 de agosto de 1933    | 15 de dezembro de 1933     | Prefeito nomeado (3ª vez)                                       |
| 16 | Joaquim Camargo Ferraz            | Aliança Liberal AL                               |                       | 18 de dezembro de 1933  | 29 de setembro de 1938     | Prefeito nomeado                                                |
| 17 | Aureliano Valadão Furquim         | Partido Liberal Paulista PLP                     |                       | 29 de setembro de 1938  | 24 de julho de 1941        | Prefeito nomeado (1ª vez)                                       |
| 18 | Célio Rodrigues de Araújo Cintra  | Partido Social Progressista PSP                  |                       | 1º de agosto de 1941    | 30 de setembro de 1945     | Prefeito nomeado                                                |
| 19 | José Coelho Júnior                | Partido Social Progressista PSP                  |                       | 2 de outubro de 1945    | 20 de dezembro de 1946     | Prefeito nomeado                                                |
| 20 | Renato Prado                      | Partido Social Progressista PSP                  |                       | 27 de março de 1947     | 30 de dezembro de 1947     | Prefeito nomeado                                                |
| 21 | Joaquim Geraldo Corrêa            | Partido Democrata Cristão PDC                    |                       | 1º de janeiro de 1948   | 31 de dezembro de 1951     | Prefeito eleito (1ª vez)                                        |
| 22 | Aureliano Valadão Furquim         | Partido Social Democrático PSD                   |                       | 1º de janeiro de 1952   | 31 de dezembro de 1955     | Prefeito eleito (2ª vez)                                        |
| 23 | Joaquim Geraldo Corrêa            | Partido Democrata Cristão PDC                    |                       | 1º de janeiro de 1956   | 31 de dezembro de 1959     | Prefeito eleito (2ª vez)                                        |
| —  | Waldemar Alves                    | União Democrática Nacional UDN                   |                       | 1956                    | 1958                       | Vice-Prefeito eleito assumiu no impedimento do titular          |
| 24 | João Batista Botelho              | Partido Trabalhista Nacional PTN                 |                       | 1º de janeiro de 1960   | 31 de dezembro de 1963     | Prefeito eleito (1ª vez)                                        |
| —  | Adelino Moreira Marques           | Movimento Trabalhista Renovador MTR              |                       | 1º de fevereiro de 1963 | 15 de fevereiro de 1963    | Vice-Prefeito eleito assumiu no impedimento do titular          |
| —  | Floriano Camargo de Arruda Brasil | Partido Republicano PR                           |                       | 15 de fevereiro de 1963 | 31 de dezembro de 1963     | Vice-Prefeito eleito assumiu no impedimento do titular          |
| 25 | Sylvio José Venturolli            | Aliança renovadora Nacional ARENA                |                       | 3 de setembro de 1963   | 10 de outubro de 1963      | Assumiu no impedimento do titular (1ª vez)                      |
| 25 | Sylvio José Venturolli            | Aliança renovadora Nacional ARENA                | 1º de janeiro de 1964 | 31 de dezembro de 1968  | Prefeito eleito (2ª vez)   |                                                                 |
| 26 | João Batista Botelho              | Aliança renovadora Nacional ARENA                |                       | 1º de janeiro de 1969   | janeiro de 1972            | Prefeito eleito (2ª vez)                                        |
| —  | Alfredo Yarid Filho               | Aliança renovadora Nacional ARENA                |                       | 21 de janeiro de 1972   | 30 de janeiro de 1973      | Vice-Prefeito eleito no cargo de Prefeito                       |
| 27 | Waldir Felizola de Moraes         | Aliança renovadora Nacional ARENA                |                       | 1º de fevereiro de 1973 | 31 de janeiro de 1977      | Prefeito eleito                                                 |
| 28 | Oscar Luiz Ribeiro Gurjão Cotrim  | Aliança renovadora Nacional ARENA                |                       | 1º de fevereiro de 1977 | 15 de maio de 1982         | Prefeito eleito renunciou o cargo                               |
| —  | Antônio Saraiva                   | Aliança renovadora Nacional ARENA                |                       | 16 de maio de 1982      | 31 de janeiro de 1983      | presidente da câmara de vereadores assumiu no cargo de Prefeito |
| 29 | Sidney Cinti                      | Partido do Movimento Democrático Brasileiro PMDB |                       | 1º de fevereiro de 1983 | 24 de abril de 1986        | Prefeito eleito renunciou o cargo                               |
| —  | Valter Tinti                      | Partido do Movimento Democrático Brasileiro PMDB |                       | 29 de abril de 1986     | 31 de dezembro de 1988     | Vice-Prefeito eleito no cargo de Prefeito                       |
| 30 | Germínia Dolce Venturolli         | Partido Democrático Trabalhista PDT              |                       | 1º de janeiro de 1989   | 31 de dezembro de 1992     | Prefeita eleita (1ª vez)                                        |
| —  | Nelson Pires                      | Partido Trabalhista Brasileiro PTB               |                       | 13 de dezembro de 1989  | 12 de fevereiro de 1990    | Vice-Prefeito eleito assumiu no impedimento do titular          |
| 31 | Domingos Martin Andorfato         | Partido do Movimento Democrático Brasileiro PMDB |                       | 1º de janeiro de 1993   | 31 de dezembro de 1996     | Prefeito eleito                                                 |
| 32 | Germínia Dolce Venturolli         | Partido Republicano Progressista PRP             |                       | 1º de janeiro de 1997   | 31 de dezembro de 2000     | Prefeita eleita (2ª vez)                                        |
| 33 | Jorge Maluly Netto                | Partido da Frente Liberal PFL                    |                       | 1º de janeiro de 2001   | 31 de dezembro de 2004     | Prefeito eleito                                                 |
| 33 | Jorge Maluly Netto                | Partido da Frente Liberal PFL                    | 1º de janeiro de 2005 | 31 de dezembro de 2008  | Prefeito reeleito          |                                                                 |
| —  | Antônio Barreto dos Santos        | Partido da Frente Liberal PFL                    |                       | 9 de janeiro de 2004    | 26 de janeiro de 2004      | Vice-Prefeito eleito assumiu no impedimento do titular          |
| —  | Marilene Magri Marques            | Partido da Social Democracia Brasileira PSDB     |                       | 6 de setembro de 2008   | 17 de novembro de 2008     | Vice-Prefeita eleita assumiu no impedimento do titular          |
| —  | Antônio Edwaldo Costa (Dunga)     | Democratas DEM                                   |                       | 18 de novembro de 2008  | 18 de novembro de 2008     | Presidente da Câmara no cargo de titular                        |
| —  | Marilene Magri Marques            | Partido da Social Democracia Brasileira PSDB     |                       | 19 de novembro de 2008  | 31 de dezembro de 2008     | Vice-Prefeita eleita assumiu no impedimento do titular          |
| 34 | Cido Sério                        | Partido dos Trabalhadores PT                     |                       | 1º de janeiro de 2009   | 31 de dezembro de 2012     | Prefeito eleito                                                 |
| 34 | Cido Sério                        | Partido dos Trabalhadores PT                     | 1º de janeiro de 2013 | 12 de abril de 2016     | Prefeito reeleito afastado |                                                                 |
| —  | Carlos Hernandes                  | Partido do Movimento Democrático Brasileiro PMDB |                       | 13 de abril de 2016     | 3 de julho de 2016         | Vice-Prefeito eleito assumiu no impedimento do titular          |
| —  | Cido Sério                        | Partido dos Trabalhadores PT                     |                       | 4 de julho de 2016      | 31 de dezembro de 2016     | Prefeito reeleito reassume o cargo                              |
| 35 | Dilador Borges                    | Partido da Social Democracia Brasileira PSDB     |                       | 1º de janeiro de 2017   | 31º de dezembro de 2024    | Prefeito eleito                                                 |
| 36 | Lucas Zanatta                     | Partido Liberal PL                               |                       | 1º de janeiro de 2025   | Atual                      | Prefeito eleito                                                 |